# Belica (Bulharsko)
Belica (bulharsky Белица) je město ležící v jihozápadním Bulharsku v pohoří Rila, v bočním výběžku Razložského údolí. Je správním střediskem stejnojmenné obštiny a má přibližně 3 000 obyvatel.

## Historie
První písemná zmínka o Belici je z roku 1516. V 19. století zde žili křesťané spolu s muslimy. V letech 1833 až 1835 zde byl postaven kostel svatého Jiří. V rozporu s tehdejšími tureckými zákony se nacházel na vyvýšeném místě, takže byl viditelný z dáli. Jako kompromis byly na věži namontovány hodiny, aby sloužily všem obyvatelům. Při sčítání v roce 1873, jehož výsledky byly publikovány o pět let později a kde se uvádí jako Bielica, je zaznamenáno 303 domácností, 640 bulharských křesťanů a 250 Pomaků, přičemž se sčítala pouze mužská populace. Podle sčítání lidu z roku 1900 zde žilo 2 700 Bulharů, 550 Pomaků a 50 Arumunů. V roce 1903 se zdejší obyvatelé většinou přidali k Ilindenskému povstání. V odplatu byla Belica do základů vypálena, uhořelo 475 obyvatel a nadto bylo povražděno 120 obyvatel, včetně žen a dětí.
Součástí Bulharska se Belica stala po balkánských válkách. V roce 1916 zde bylo zjištěno 400 muslimů.

## Obyvatelstvo
K 15. září 2024 ve městě žilo 3 032 obyvatel a bylo zde trvale hlášeno 3 238 obyvatel. Podle sčítání 1. února 2011 bylo národnostní složení následující:
- Bulhaři: 2 534 (89.8 %)
- Romové: 159 (5.6 %)
- Turci: 63 (2.2 %)
- ostatní[p 2]: 65 (2.3 %)